# بیبی کیکز (ترانه)
«بیبی کیکز» (به انگلیسی: Baby Cakes) ترانه‌ای از گروهٔ موسیقی سه‌نفرهٔ گاراژ ۳ آو ا کایند می‌باشد. این اثر در ۱۵ اوت سال ۲۰۰۴ در صدر جدول تک‌آهنگ‌های بریتانیا قرار گرفت و به تنها اثر موفق این گروه در جدول‌ها تبدیل شد. مجلهٔ میکس‌مگ نیز «بیبی کیکز» را را در فهرست ۴۰ قطعه برتر گاراژ بریتانیا از ۱۹۹۵ تا ۲۰۰۵ جای داد. در موزیک ویدئوی این ترانه ۳ آو ا کایند در یک فروشگاهٔ کیک هستند و شامل چندین تعبیر دوپهلو در آن است. ترانه‌ای با نام «چشمک بزن» ضبط شده بود و قرار بود به‌دنبال این اثر منتشر شود اما هرگز منتشر نشد.

## نسخهٔ «بیبی‌کیکز»
در فوریهٔ سال ۲۰۲۲ نسخه‌ای از این اثر با نام «بیبی‌کیکز» (به انگلیسی: bbycakes) که توسط تهیه‌کنندهٔ گرنزی مورا ماسا، رپر آمریکایی لیل اوزی ورت و خواننده-تهیه‌کنندهٔ انگلیسی پینک‌پانترس با حضور رپر انگلیسی شایگرل ساخته شده بود، به‌عنوان سومین تک‌آهنگ از سومین آلبوم مورا ماسا تحت عنوان وقت شیطان منتشر گردید. این ترانه در صدر جدول تک‌آهنگ‌های بریتانیا در جایگاهٔ ۷۱ قرار گرفت و به اولین حضور شایگرل در این جدول تبدیل شد.